# PARI/GP
PARI/GP je počítačový algebraický systém zaměřený na algebraickou teorii čísel. Jedná se o multiplatformní software napsaný v jazyce C a uvolněný jako svobodný software pod licencí GNU GPL.
Je možné jej používat dvěma způsoby:
- PARI je knihovna s nativním rozhraním pro jazyk C (ale použitelná mj. z C++, Pascalu, Fortranu, Perlu a Pythonu)
- gp je příkazový řádek a interpret jednoduchého skriptovacího jazyka

Systém podporuje práci výpočty s libovolnou přesností (mantisa může mít milióny číslic), zvláštní datové typy pro běžné algebraické pojmy (polynomy, mocninné řady, matice, algebraická čísla) a má naprogramované funkce pro operace běžné v algebraické teorii čísel (počítání v konečných tělesech, v číselných tělesech, v grupách nad eliptickými křivkami) i funkce známé ze základní teorie čísel (například hledání prvočíselného rozkladu, Eulerovu funkci, atp.)
PARI/GP podporuje pro vyšší výkon realizace výpočtů s libovolnou přesností pomocí optimalizované knihovny GNU Multi-Precision Arithmetic Library. Samo PARI/GP je naopak používáno jako jedna z komponent systému Sage.
Systém PARI/GP je ve vývoji od roku 1985, kdy jej začal vyvíjet tým pod vedením Henriho Cohena z Univerzity v Bordeaux. Správa projektu a jádro vývoje je nadále na této univerzitě, ale vedoucím týmu je Karim Belabas.